# Hamburg-Harburg (stacja kolejowa)
Hamburg-Harburg – stacja kolejowa w Hamburgu, w dzielnicy Harburg, w Niemczech.